# 1996 BL17
1996 BL17 är en asteroid i huvudbältet som upptäcktes den 22 januari 1996 av Lincoln Laboratory ETS i Socorro County, New Mexico.
Asteroiden har en diameter på ungefär 5 kilometer.